# Кожух

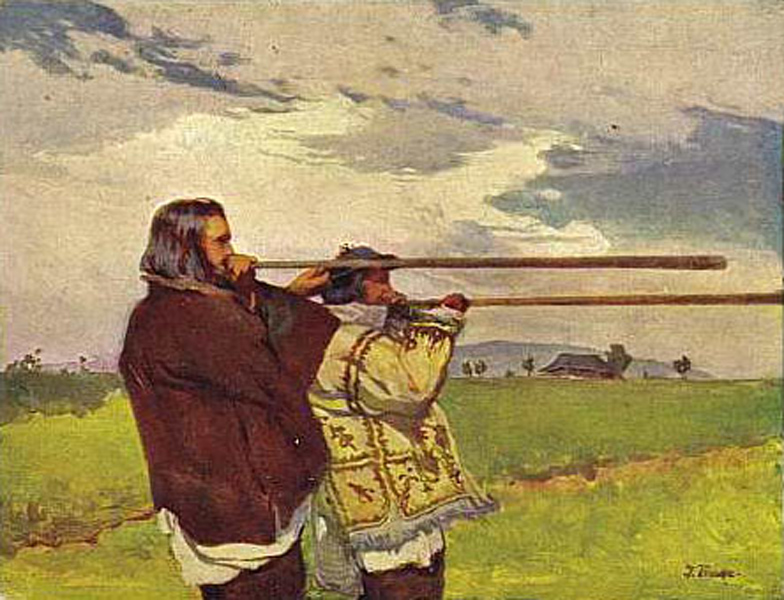
Гуцул в кожусі на задньому плані, робота І. Труша

Кожу́х (кожушанка, тулуп, бекеша, байбарак, шуба, губа, кожанка) — верхній одяг з овечої шкури та з хутром усередині.
Слово «кожух» походить від староукраїнського «кожа» («шкіра»), котре досі збереглося в деяких діалектах.

## В Україні
Кожух був традиційною частиною плечового одягу українців, зшита з овечих шкір. Кожухи були різної довжини, з рукавами чи без, переважно білого кольору. Кожухи носили взимку та влітку, як частину традиційного українського строю. Кожухи вишивалися також шовковими або вовняними нитками.
На Київщині розрізняли прості та тулубясті кожухи. Прості носило звичайне населення, а тулубясті більш заможні. Тулубястий кожух був без стану та фалд, а ще раніше і без рукавів. Тулубястий кожух часто покривали сукном або черкасином. Цими тканинами покривали часто і простий кожух, тоді він називався байбарак.
Угорські українці носили короткі до пояса кожушки але з рукавами. Такі самі короткі кожушки носили інколи і гуцули. На старовинних картинах козаки були зображені також в подібних кожушках — кожанках. Угорські русини носили губу — непокриту кожушину з невисоким коміром, хутром наверх з ратичками, кроєм подібну на пелерину .
Простий кожух, особливо на Правобережжі оздоблювали кольоровими нашивками з сап'янової шкіри. Тулубястий кожух таких нашивок не мав або мав дуже мало.
На Полтавщині носили кожушанки довжиною до колін. Тулубястий кожух, а також кожушина в старовину рясно вишивалися. Особливу увагу при вишивці звертали на комір та поли. Кожушину часто вишивали також і над станом на спині, вишиваючи при цьому квіти над кожним з трьох «вусів». Вишивали кожухи гарусом та шерстяною ниткою. Найбільш поширеними барвами були зелена та червона. Майстер спочатку наносив на виправленій набіло шкірі вуглиною малюнок, а вже потім по ньому вишивав. Вишивали кожухи «в пройму», застеляючи нитками всередині нанесеного контору малюнка. Орнаментом було найчастіше натуралістичне зображення галузок та квітів. Кривулясті галузки вишивали здебільшого чорними нитками, листочки — зеленими, а квіти червоними, фіолетовими та жовтими кольорами. На Полтавщині найбільшого поширення вишивання кожухів набуло в околицях Зінькова.
На Поділлі в давнину чоловіки носили довгі до кісточок кожухи, а жінки бекеші. Бекеша — жіночий святковий одяг, короткий, до колін кожух покритий гранатовою або синьою тканиною. Взимку чоловіки носили білі кожухи з приталеною спинкою, вишиті кольоровим шовком (зеленим і червоним)
Жіночі кожухи в Україні не відрізнялися від чоловічих.
Взимку міщани-русини носили приталений кожух, покритий синьою, сірою, гранатовою або зеленою тканиною (тулуп). Тулуп був з великим відкладним коміром з сірої кримської вівці.
Взимку міщанки-русинки носили покриті зеленою або синьою тканиною приталені кожухи (бекеша) з відкладним коміром з кримської вівці або лисиці . По швах на грудях та на спині бекеші були оздоблені тасьмою, іноді дійсно золотою.

## Крій кожуха
На добрий кожух йшло 6-7 шкур. З однієї найбільшої шкіри робили перегинку, тобто верх кожуха. Шкіру обрізали в вигляді трапеції та перегинали посередині. Зверху вирізали дірку для шиї, а спереду розрізали на половини. До цієї основи кожуха пришивали клинці, рукава, комір, поли, що вирізались з інших шкір.

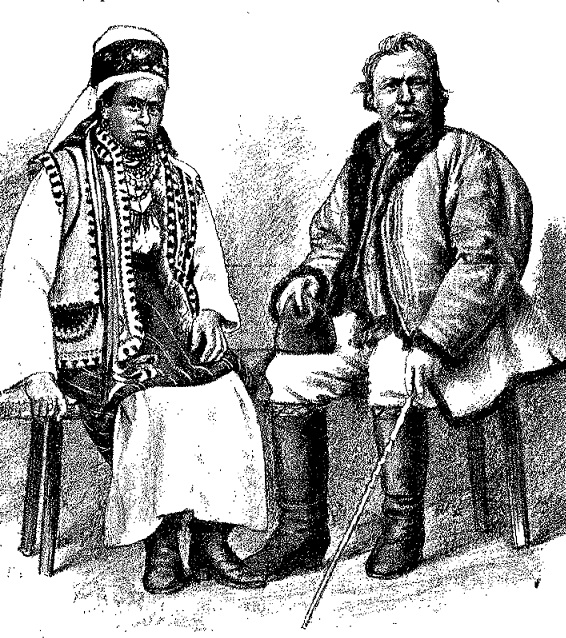
Чоловік в неписаному буковинському кожусі
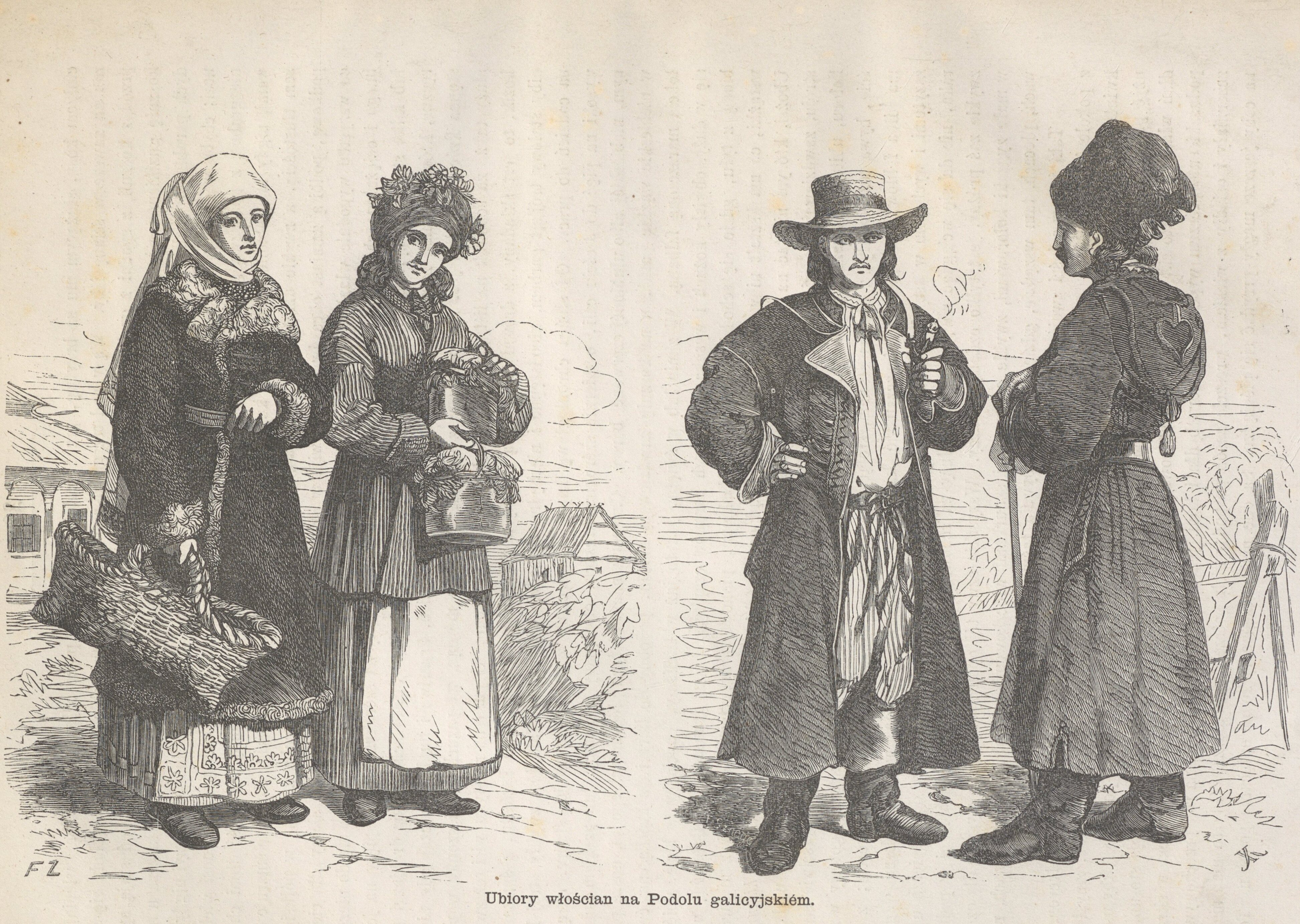
Спереду молода жінка в бекеші
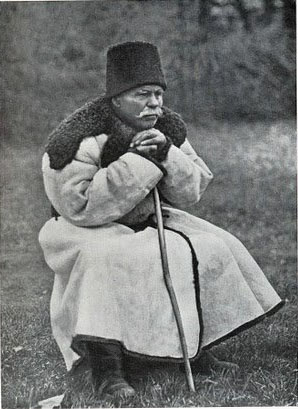
Чоловік в кожусі, Поділля
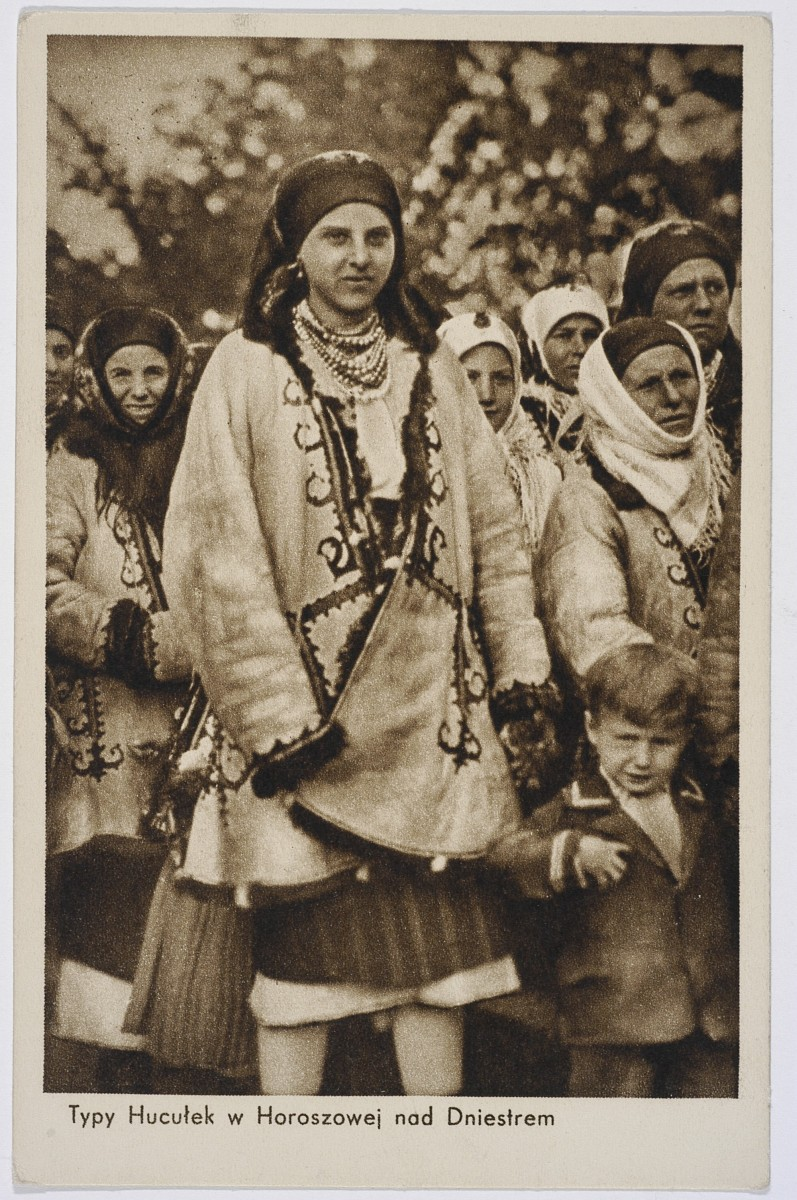
Кожух з Горошової
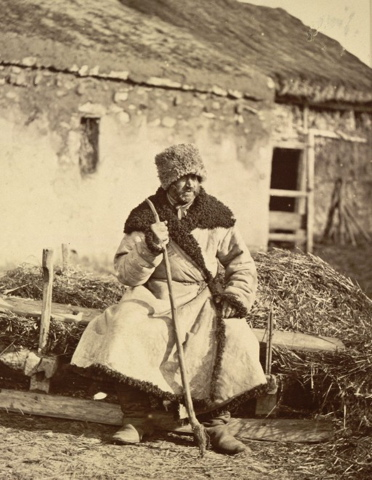
Чоловік в кожусі, Київщина
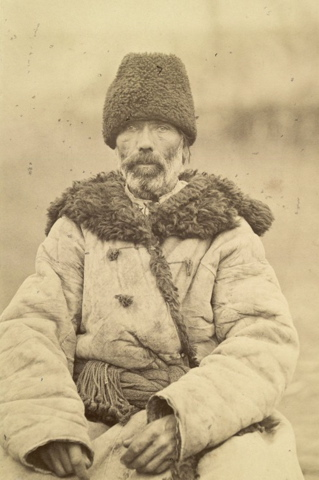
Чоловік в кожусі, Херсонщина
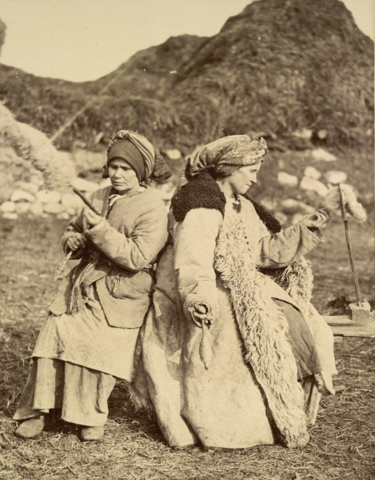
Жінка в кожусі (праворуч), Чернігівщина
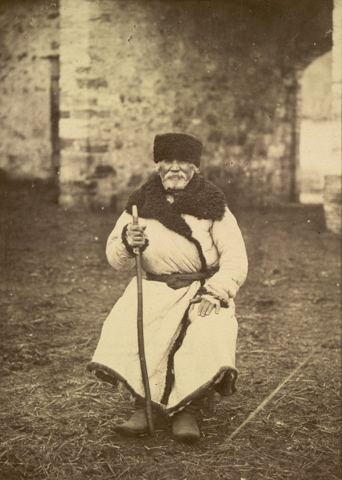
Чоловік в кожусі, Чернігівщина
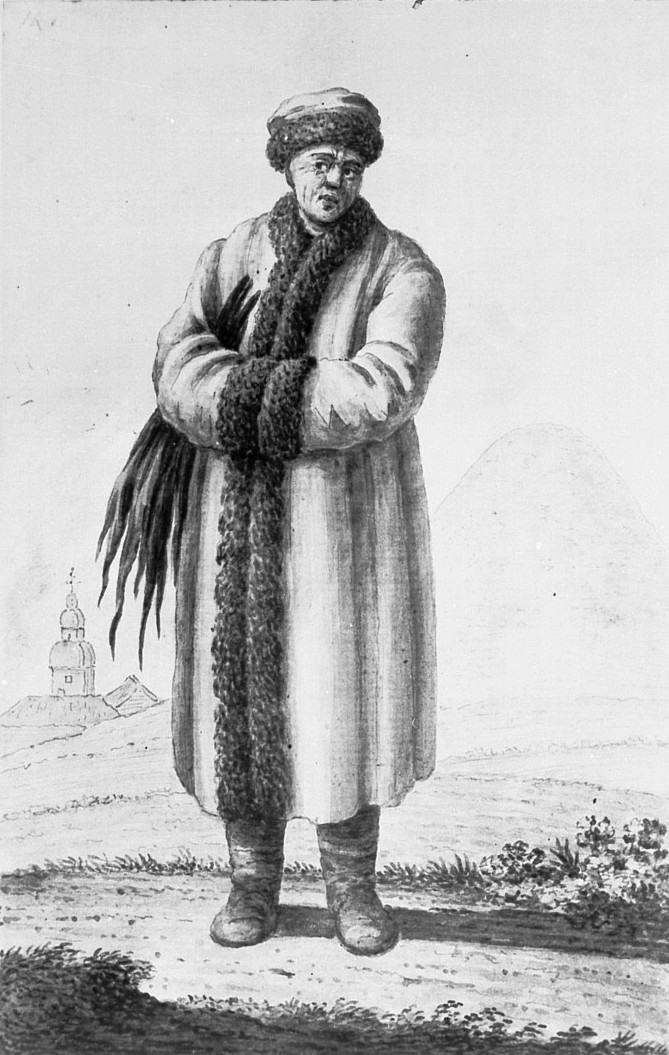
Йоган Генріх Мюнц. Бургомістр Сахнівки. 1782 рік